# Cupa României 1963-1964
Ediția 1963-1964 a fost a 26-a ediție a Cupei României la fotbal. A fost câștigată de Dinamo București după finala unui meci cu Steaua București. Câștigătoarea ediției anterioare, Petrolul Ploiești, a fost eliminată în șaisprezecimi.

## Desfășurare
Toate meciurile, exceptând finala (care a avut loc în București) s-au jucat pe teren neutru. În șaisprezecimi au participat 32 de echipe, din care făceau parte și cele din Divizia A. Dacă după 90 de minute scorul era egal se jucau două reprize de prelungiri a câte 15 minute. Dacă după prelungiri scorul era tot egal, meciul se rejuca următoarea zi pe același stadion. Dacă și acel meci se termina tot la egalitate, în primele 90 de minute, echipa cu media de vârstă mai mică trecea mai departe. În cazul în care se consemna un rezultat de egalitate după prelungiri, atunci echipa oaspete se califica în următoarea etapă.

## Șaisprezecimi
| Data            | Echipă gazdă            |   | Echipă oaspete      | Rezultat         |
| --------------- | ----------------------- | - | ------------------- | ---------------- |
| 1 martie 1964   | AS Aiud                 | – | Dunărea de Jos      | r 3:1 (1:0, 1:1) |
|                 | F.C. Baia Mare          | – | Siderurgistul       | 1:0 (1:0)        |
|                 | CIL Blaj                | – | Petrolul Ploiești   | r 1:0 (0:0, 0:0) |
|                 | Dinamo Victoria         | – | Poli Timișoara      | 1:2 (0:1)        |
|                 | Flacăra Roșie București | – | Progresul București | r 1:0 (0:0, 0:0) |
|                 | Răsăritul Caracal       | – | Farul               | 2:3 (1:1)        |
|                 | Victoria Carei          | – | Rapid București     | 0:4 (0:2)        |
|                 | Ancora Galați           | – | Crișul Oradea       | 0:4 (0:3)        |
|                 | Dunărea Giurgiu         | – | Dinamo București    | 1:3 (1:2)        |
|                 | Textila Sfântu Gheorghe | – | Steagul Roșu Brașov | 2:1 (1:1)        |
|                 | CSM Sibiu               | – | UTA Arad            | 3:1 (1:1)        |
|                 | Carpați Sinaia          | – | Știința Cluj        | 3:1 (1:0)        |
|                 | Electromotor Timișoara  | – | Politehnica Iași    | 0:2 (0:0)        |
|                 | Drobeta-Turnu Severin   | – | Dermata Cluj        | r 5:2 (1:0, 2:2) |
| 22 aprilie 1964 | Corvinul                | – | Dinamo Pitești      | 3:1 (0:0)        |
| 4 iunie 1964    | Dinamo Bacău            | – | Steaua București    | r 1:1 (1:0, 1:1) |

## Optimi
| Data          | Oraș      | Echipă gazdă     |   | Echipă oaspete          | Rezultat   |
| ------------- | --------- | ---------------- | - | ----------------------- | ---------- |
| 3 iunie 1964  | Hunedoara | Crișul Oradea    | – | Drobeta-Turnu Severin   | 3:0 (3:0)  |
| 4 iunie 1964  | Brașov    | Corvinul         | – | Politehnica Iași        | 2:1 (1:1)  |
|               | București | Rapid București  | – | Flacăra Roșie București | 8:0 (1:0)  |
|               | Câmpina   | Farul            | – | AS Aiud                 | 4:1 (1:1)  |
|               | Făgăraș   | CSM Sibiu        | – | Textila Sfântu Gheorghe | 1:0 (1:0)  |
|               | Pitești   | Poli Timișoara   | – | Carpați Sinaia          | 1:0 (0:0)  |
|               | Sibiu     | Dinamo București | – | F.C. Baia Mare          | 6:0 (4:0)  |
| 10 iunie 1964 | Brașov    | Steaua București | – | CIL Blaj                | 12:0 (6:0) |

## Sferturi
| Data         | Oraș          | Echipă gazdă     |   | Echipă oaspete  | Rezultat  |
| ------------ | ------------- | ---------------- | - | --------------- | --------- |
| 1 iulie 1964 | Câmpia Turzii | Crișul Oradea    | – | Corvinul        | 1:0 (0:0) |
|              | Hunedoara     | Dinamo București | – | Poli Timișoara  | r 0:0     |
|              | Pitești       | CSM Sibiu        | – | Farul           | 2:1 (2:1) |
|              | București     | Steaua București | – | Rapid București | 2:1 (1:1) |
| 2 iulie 1964 | Hunedoara     | Dinamo București | – | Poli Timișoara  | 2:1 (1:0) |

## Semifinale
| Data          | Oraș      | Echipă gazdă     |   | Echipă oaspete | Rezultat         |
| ------------- | --------- | ---------------- | - | -------------- | ---------------- |
| 12 iulie 1964 | Constanța | Dinamo București | – | Crișul Oradea  | r 1:0 (0:0, 0:0) |
|               | Pitești   | Steaua București | – | CSM Sibiu      | 2:1 (1:0)        |

## Finala
| 19 iulie 1964 | Dinamo București                                           | 5 – 3 | Steaua București                              | Stadionul 23 August, București Spectatori: 70.000 Arbitru: Andries Van den Leeuwen (Olanda) |
| 19 iulie 1964 | 3', 88' O. Popescu 53' Nunweiller 60' Pârcălab 83' Frățilă |       | Creiniceanu 12' Gh. Constantin 14' (pen), 63' | Stadionul 23 August, București Spectatori: 70.000 Arbitru: Andries Van den Leeuwen (Olanda) |

| DINAMO BUCUREȘTI: |                    |     |
|                   |                    |     |
| P                 | Ilie Datcu         | 85' |
| F                 | Constantin Ștefan  |     |
| F                 | Ion Nunweiller     |     |
| F                 | Lică Nunweiller    |     |
| F                 | Dumitru Ivan       |     |
| M                 | Emil Petru         |     |
| M                 | Octavian Popescu   |     |
| A                 | Ion Pârcălab       |     |
| A                 | Radu Nunweiller    |     |
| A                 | Constantin Frățilă |     |
| A                 | Ion Haidu          |     |
| Schimbări:        |                    |     |
| P                 | Iuliu Uțu          | 85' |
| Antrenor:         |                    |     |
| Traian Ionescu    |                    |     |

| STEAUA BUCUREȘTI: |                     |  |     |
|                   |                     |  |     |
| P                 | Vasile Suciu        |  |     |
| F                 | Mircea Georgescu    |  |     |
| F                 | Dumitru Nicolae     |  |     |
| F                 | Gheorghe Staicu     |  |     |
| F                 | Dragoș Cojocaru     |  |     |
| M                 | Cornel Pavlovici    |  |     |
| M                 | Constantin Koszka   |  |     |
| A                 | Sorin Avram         |  |     |
| A                 | Gheorghe Constantin |  |     |
| A                 | Gabriel Raksi 66'   |  |     |
| A                 | Carol Creiniceanu   |  |     |
| Schimbări:        |                     |  |     |
| P                 | Constantin Eremia   |  | 59' |
| A                 | Florea Voinea       |  | 66' |
| Antrenor:         |                     |  |     |
| Gheorghe Ola      |                     |  |     |